# 上杭城墙
上杭城墙，位于中国福建省上杭县临江镇临江路，宋代始建，明成化二年（1466年）扩建，以块石叠砌，开四座城门，临汀江设3座水门。其中阳明门，拱顶，保存较好。现存较完整的城墙，位于南门码头至阳明门码头间，长297米，高9米。2005年5月11日公布为第六批福建省文物保护单位。